# 복합항생제
복합항생제 또는 조합항생제(combination antibiotic)는 추가적인 치료 효과를 얻기 위해 두 가지 물질을 함께 더하여 만든 항생제이다. 두 물질 모두 항생제이거나, 한쪽만 항생제일 수도 있다.
항생제의 조합은 항생제 내성 때문에 매우 중요하다. 예전에는 효과적이었던 각 항생제가 더 이상 효과적이지 못하게 되었는데, 새로운 항생제가 없다면 복합항생제를 통해 이전의 항생제를 계속 사용할 수 있다. 특히 복합항생제는 카바페넴 내성 장내세균과 같은 다약제 내성을 가진 미생물을 치료하는 데에 필요할 수 있다. 일부 항생제 조합은 감염 치료에 더 성공적일 가능성이 높다.

## 이용
복합항생제가 사용되는 데에는 여러 가지 이유가 있다.
- 카바페넴 내성 장내세균[3]과 같은 다약제 내성을 가진 미생물 치료[1][2]
- 베타-락탐계열 항생제인 아목시실린은 아목시실린이 베타-락타메이스 작용을 극복할 수 있도록 하는 자살 억제제인 클라불란산과 조합하여 아목시실린/클라불란산으로 쓰이기도 한다.
- 환자가 둘 이상의 미생물에 동시에 감염된 경우 도움이 된다.[3] 예시로는 복강의 감염 후 장천공이 일어나는 경우가 있다.
- 두 항생제를 동시에 사용하여 상승효과가 일어나면 효능이 증가할 수 있다.[3]
- 두 항생제를 동시에 사용하면 각 항생제를 따로 사용했을 때보다 넓은 범위의 미생물에 효과를 가질 수 있다.[3]

## 예시
복합항생제의 예시에는 다음과 같은 것들이 있다.
- 아목시실린/클라불란산
- 트리메토프림/설파메톡사졸